# Dytiscus
Dytiscus is een geslacht van kevers uit de familie waterroofkevers (Dytiscidae). Er zijn zeven soorten die voorkomen in Europa en Azië, alle soorten komen onder andere voor in Nederland. De bekendste soort is de geelgerande watertor (Dytiscus marginalis), die de grootste verspreiding heeft, de brede geelgerande watertor is met een lengte van 36 tot 44 millimeter de grootste soort. In Nederland zijn niet alle soorten algemeen; al komen in sommige gebieden meerdere Dytiscus-soorten voor. In de natuurgebieden Turfkoelen en De Meinweg bijvoorbeeld komen vijf verschillende soorten voor.
Alle soorten hebben een afgeplat en gestroomlijnd lichaam en donkere groenzwarte kleur met een gelige onderzijde. De kevers zijn carnivoor en leven van kleine tot vrij grote prooien, ook de larven zijn geduchte rovers.

## Soorten
Het geslacht omvat de volgende soorten:
- Dytiscus alaskanus J.Balfour-Browne, 1944
- Dytiscus avunculus C.Heyden, 1862
- Dytiscus bimaculatus Linnaeus, 1767
- Dytiscus caesus Duftschmid, 1805
- Dytiscus caraboides Linnaeus, 1758
- Dytiscus carolinus Aubé, 1838
- Dytiscus circumcinctus (Ahrens, 1811) (brilgeelgerande waterkever)
- Dytiscus circumflexus Fabricius, 1801 (gevlekte geelgerande waterkever)
- Dytiscus clavicornis De Geer, 1774
- Dytiscus cordieri Aubé, 1838
- Dytiscus dauricus Gebler, 1832
- Dytiscus delictus (Zaitzev, 1906)
- Dytiscus dimidiatus Bergsträsser, 1778 (veengeelgerande waterkever)
- Dytiscus distantus Feng, 1936
- Dytiscus elevatus Panzer, 1793 (geribde watertreder)
- Dytiscus emarginatus Schaller, 1783
- Dytiscus fasciventris Say, 1824
- Dytiscus fulvus Fabricius, 1801
- Dytiscus fuscipes Linnaeus, 1758
- Dytiscus habilis Say, 1830
- Dytiscus harrisii Kirby, 1837
- Dytiscus hastatus Herbst, 1779
- Dytiscus hatchi Wallis, 1950
- Dytiscus hermanni Fabricius, 1775
- Dytiscus hybridus Aubé, 1838
- Dytiscus krausei H.J.Kolbe, 1931
- Dytiscus laminatus Schaller, 1783
- Dytiscus lapponicus Gyllenhal, 1808 (noordse geelgerande waterkever)
- Dytiscus latahensis Wickham, 1931
- Dytiscus latissimus Linnaeus, 1758 (brede geelgerande watertor)
- Dytiscus latro Sharp, 1882
- Dytiscus lavateri Heer, 1847
- Dytiscus lineatocollis Marsham, 1802
- Dytiscus lividus Forster, 1771
- Dytiscus luridus Linnaeus, 1761
- Dytiscus marginalis Linnaeus, 1758 (gewone geelgerande watertor)
- Dytiscus marginicollis LeConte, 1845
- Dytiscus miocenicus Lewis & Gundersen, 1987
- Dytiscus mutinensis Branden, 1885
- Dytiscus natator Linnaeus, 1758
- Dytiscus obliquus Fabricius, 1787
- Dytiscus persicus Wehncke, 1876
- Dytiscus pisanus Laporte, 1835
- Dytiscus ruficollis De Geer, 1774
- Dytiscus semisulcatus (O.F.Müller, 1776) (zwartbuikgeelgerande waterkever)
- Dytiscus sharpi Wehncke, 1875
- Dytiscus sinensis Feng, 1935
- Dytiscus thianschanicus (Gschwendtner, 1923)
- Dytiscus verticalis Say, 1823
- Dytiscus volckmari Panzer, 1793
- Dytiscus zersii Sordelli, 1882